# Trofeo Matteotti 1954
Il Trofeo Matteotti 1954, nona edizione della corsa, si svolse il 25 aprile 1954 su un percorso di 235 km. La vittoria fu appannaggio dell'italiano Giuliano Michelon, che completò il percorso in 6h13'21", precedendo i connazionali Luciano Ciancola e Livio Isotti.

## Ordine d'arrivo (Top 10)
| Pos. | Corridore             | Squadra  | Tempo    |
| ---- | --------------------- | -------- | -------- |
| 1    | Giuliano Michelon     | Fiorelli | 6h13'21" |
| 2    | Luciano Ciancola      | Legnano  | s.t.     |
| 3    | Livio Isotti          | Nivea    | s.t.     |
| 4    | Luciano Frosini       | Arbos    | s.t.     |
| 5    | Tranquillo Scudellaro | Legnano  | s.t.     |
| 6    | Waldemaro Bartolozzi  | Atala    | s.t.     |
| 7    | Pierino Baffi         | Nivea    | s.t.     |
| 8    | Lido Sartini          | Bartali  | s.t.     |
| 9    | Franco Aureggi        | Legnano  | s.t.     |
| 10   | Pietro Nascimbene     | Legnano  | s.t.     |